# Marienkirche (Połczyn-Zdrój)

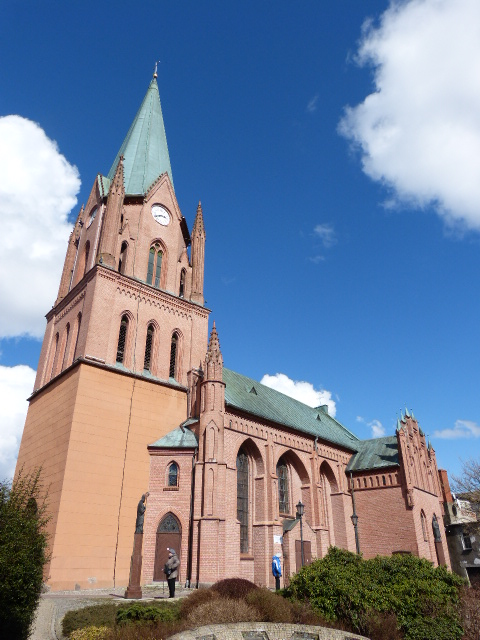
Marienkirche

Die Marienkirche (polnisch Kościół pw. Niepokalanego Poczęcia Najświętszej Marii Panny = Kirche zur Unbefleckten Empfängnis der Jungfrau Maria) in Połczyn-Zdrój (Bad Polzin) ist ein Ziegelbau im gotischen Stil und stammt aus dem frühen 14. Jahrhundert. Sie steht im Stadtzentrum am Marktplatz.

## Baubeschreibung
Die Bad Polziner Marienkirche ist 1343 entstanden, als deutsche Kolonisten in Polzin angesiedelt wurden. Im Jahr 1418 wurde für den Ort zum ersten Mal eine Kirche urkundlich genannt, und seit 1591 ist der Name „Marienkirche“ bekannt. Bei dem gotischen Backsteinbau handelt es sich um ein einschiffiges Kirchengebäude, ohne Gewölbe und mit dreiseitigem Chorabschluss. Im Laufe der Zeit hat die Kirche nicht nur viele Feuersbrünste und Kriegswirren überstanden, sondern auch häufig neue Gestalt angenommen durch Erneuerungen und Erweiterungen. Die Grundmauern sollen aber zum Teil noch im jetzigen Kirchengebäude vorhanden sein.

## Sage
Der Sage nach wütete im Mittelalter auch in Polzin die Pest. Ein in Polzin geborener Mönch versuchte, die tödliche Krankheit zu bekämpfen. Liturgische Gebetsformeln murmelnd zog er mit Weihwasser von Tür zu Tür. Vor ihm her schwebte eine kleine blaue Wolke, die sich auf die Kirche zubewegte. An deren Südseite war ein Pfeiler noch nicht ganz aufgemauert. Diesen Pfeiler besprengte der Mönch mit Weihwasser, und nachdem sich die kleine blaue Wolke auf dem Pfeiler niedergelassen hatte, mauerten die Handwerker schnell bis zum Dach der Kirche hinauf. Polzin war jetzt von der Pest befreit, doch der Mönch warnte die Polziner davor, jemals den Pfeiler zu zerstören. Diese Warnung haben die Polziner bis auf den heutigen Tag beachtet.

## Baugeschichte

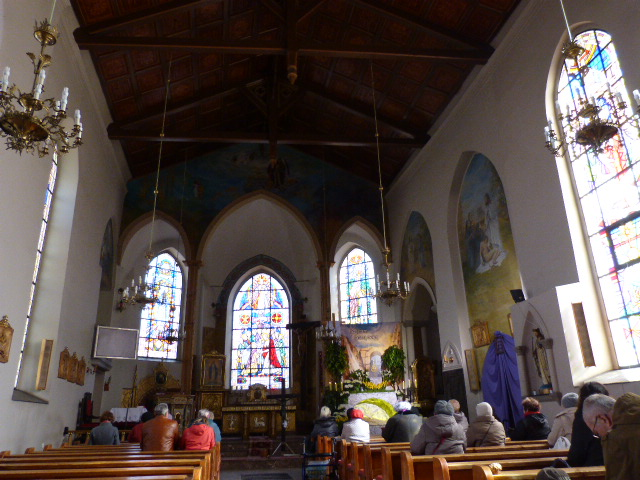
Innenraum

Der Westturm ruht im unteren Teil auf Feldsteinen mit Mörtelputz. Hier befindet sich der Haupteingang. Lange Zeit fehlte ein Turm, der dem Blitzschlag zum Opfer fiel und erst in den letzten Jahrzehnten des 20. Jahrhunderts wieder errichtet wurde.
Im Kircheninnern wurde 1769 der Altar mit der Kanzel verbunden im lutherischen Sinne des gottesdienstlichen Zusammenhanges von „Wort und Sakrament“.
Die gegenwärtige Gestalt der Marienkirche geht auf die Zeit von 1850 bis 1860 zurück.
Nach 400 Jahren gottesdienstlicher Predigt im lutherischen Sinne wurde die Kirche nach 1945 zugunsten der polnischen katholischen Kirche enteignet. Folglich fanden im Kircheninnern viele Veränderungen entsprechend katholischer und polnischer Sitte statt.

## Bischofsgrab
Seit 1544 befindet sich in der Kirche die Grabplatte von Erasmus von Manteuffel-Arnhausen, des letzten vorreformatorischen Bischofs von Cammin, der hier in einer Gruft vor dem Altar beigesetzt wurde. Die Grabplatte aus Messingguss stellt ihn in Lebensgröße mit Mitra, Ornat und Bischofsstab dar.

## Marienkirchengemeinde

### Kirchspiel
Die Marienkirchengemeinde Bad Polzin gehörte bis 1945 zum Kirchenkreis Belgard der Kirchenprovinz Pommern. Das Kirchspiel umfasste die Stadt sowie Hohenwardin mit Dewsberg, Brosland, Alt Sanskow, Gauerkow, früher mit Neu Liepenfier, Kavelsberg mit Heinrichshöhe, Jagertow und Groß Hammerbach. Angeschlossen waren die Tochtergemeinden Buslar und Lutzig.
1940 zählte die Pfarrei 10.700 Gemeindeglieder, von denen 700 in den Filialgemeinden wohnten. Das Kirchenpatronat teilten sich der Schlossbesitzer und der Magistrat der Stadt.
Die Marienkirche gehört heute der Katholischen Kirche in Polen.
Die evangelischen Christen in Połczyn-Zdrój sind in das Kirchspiel Koszalin (Köslin) in der Diözese Pommern-Großpolen der polnischen Evangelisch-Augsburgischen Kirche eingegliedert.

### Pfarrer von der Reformation bis 1945

#### Erster Pfarrer
1. (1612): Matthäus Paustin
2. ?: Jakob Prätorius oder Schultze
3. ?: NN.
4. 1636–1639: Matthias Gigerus
5. 1640–?: Jacob Engelke
6. (1670): Joachim Engelke (Sohn von 5.)
7. ?: Joachim Titel
8. 1700–1724: Bogislaw Daniel Sporges
9. 1724–1785: Bogislaw Ernst Sporges (Sohn von 8.)
10. 1787–1826: Carl Friedrich Stiege
11. 1827–1847: Johann August Ludwig Beitzke
12. 1849–1870: Julius Kleedehn
13. 1870–1896: Franz Georg Wandel
14. 1896–1925: Paul Farne
15. 1926–1930: Wilhelm Pagenkopf
16. 1930–1934: Gerhard Scheske
17. 1935–1945: Hans Paus

#### Prädikanten (Rektoren)
1. 1781–1783: Martin Ernst Henke
2. 1783–1799: Johann Christian Gottlieb Mehring
3. 1799–1802: Johann Georg Kuschkow
4. ?–1819: Johann August Ludwig Beitzke
5. 1820–1827: Karl Thümmel
6. 1827–1839: Friedrich Wilhelm Kleist
7. 1839–1849: Julius Kleedehn
8. 1849–1855: Gustav Ludwig Eduard Noth
9. 1856–1858: Karl Friedrich Wilhelm Emil Eduard Dürr
10. 1859–1865: Gustav Johann Julius Lebrecht Schmidt

Das Rektorat wurde nun verselbständigt.

#### Diakone
1. 1865–1873: Gustav Johann Julius Lebrecht Schmidt
2. 1873–1880: Kark Johann Friedrich Krüger
3. 1880–1890: Paul Farne
4. 1891–1904: Johann Theodor Rewald
5. 1904–1911: Friedrich Daske
6. 1911–1916: Gustav Trümpelmann
7. 1917–1938: Ernst Mangelsdorf
8. 1938–1945: Herbert Rexin